# Confucius du mont Ni
Confucius du mont Ni est une statue de 72 mètres de haut d'un Confucius debout qui se trouve à Qufu en Chine. La construction de la statue a été fini en 2016.  Elle repose sur une base de 12 mètres de haut, conduisant à une hauteur totale de 84 mètres du monument. Elle est en 2019 la dix-neuvième plus grande statue au monde.